# Lasseube
Lasseube is een gemeente in het Franse departement Pyrénées-Atlantiques (regio Nouvelle-Aquitaine) en telde in 2020 1746 inwoners. De plaats maakt deel uit van het arrondissement Oloron-Sainte-Marie. Lasseube telde op 1 januari 2022 1.737 inwoners.

## Geografie
De oppervlakte van Lasseube bedroeg op 1 januari 2022 48,6 vierkante kilometer; de bevolkingsdichtheid was toen 35,7 inwoners per km².

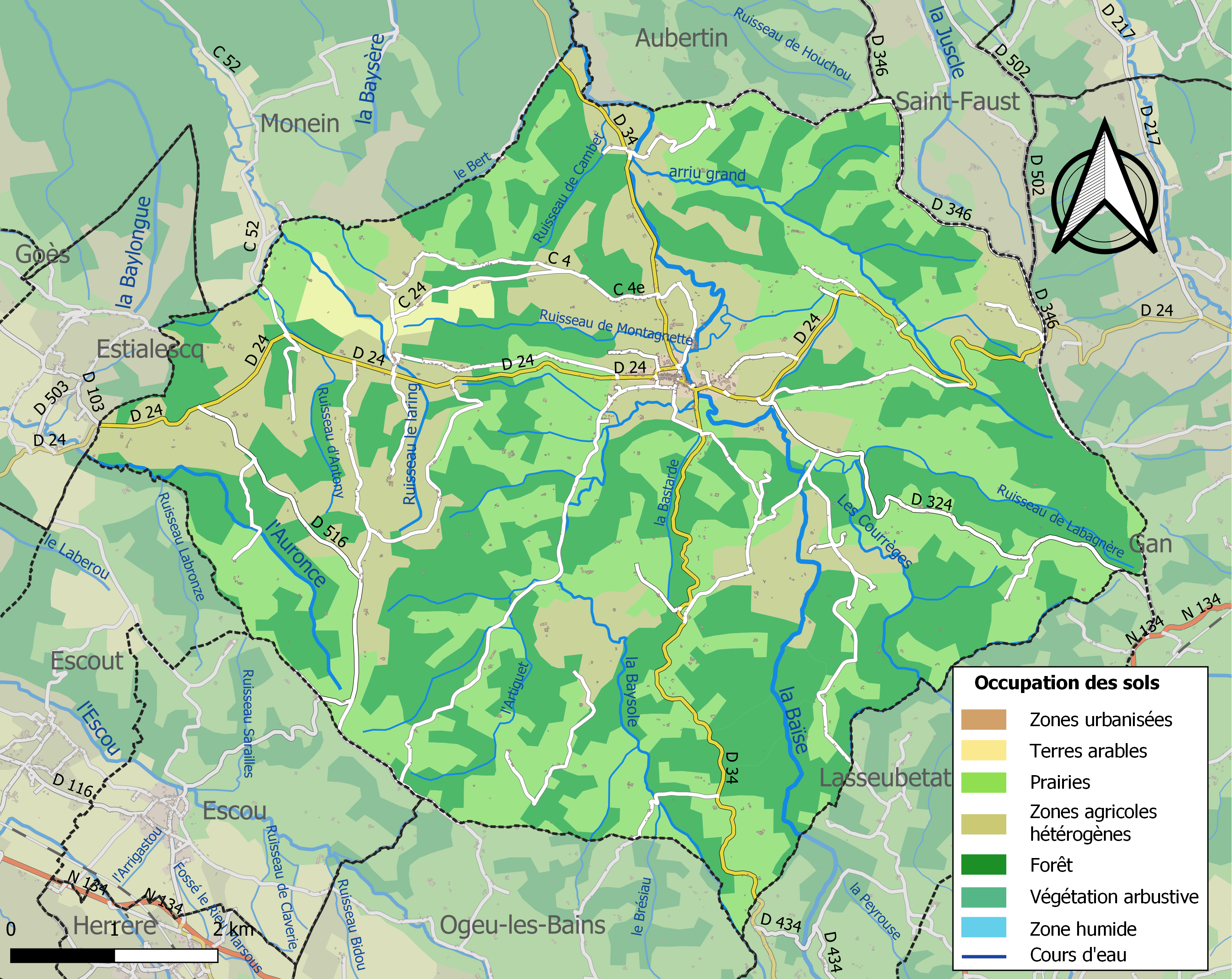
Kaart van de gemeente met belangrijkste infrastructuur, bodemgebruik en omliggende gemeenten

## Demografie
Onderstaande figuur toont het verloop van het inwonertal (bron: INSEE-tellingen).